# Lommatzsch
Lommatzsch est une ville de Saxe (Allemagne), située dans l'arrondissement de Meissen, dans le district de Dresde.

## Personnalité
L'acteur Mario Girotti, plus connu sous le pseudonyme de Terence Hill, y vécut durant son enfance.